# Bartek Chaciński
Bartłomiej Chaciński (ur. 18 stycznia 1974 w Wołominie) – polski dziennikarz muzyczny, publicysta, tłumacz. Członek Rady Języka Polskiego i Akademii Fonograficznej ZPAV.

## Życiorys
Uczęszczał do I LO im. Wacława Nałkowskiego w Wołominie, absolwent dziennikarstwa na Uniwersytecie Warszawskim. Był redaktorem naczelnym „City Magazine Warszawa” i redaktorem działu muzycznego miesięcznika „Machina” oraz redaktorem działu kultury, a później zastępcą redaktora naczelnego tygodnika „Przekrój” (2007–2009). Współpracował z Radiostacją, jego publikacje ukazywały się w „Ex Librisie”, „Dużym Formacie” oraz „Nowej Fantastyce”, „Expressie Wieczornym”.
Zajmuje się kwestiami współczesnego języka młodzieżowego, którym poświęcił książki: Wypasiony słownik najmłodszej polszczyzny (2003), Wyczesany słownik najmłodszej polszczyzny (2005) i Totalny słownik najmłodszej polszczyzny (2007). Interesuje się popularną muzyką współczesną i kulturą najnowszą (publikacja: Wyż nisz, 2010) i popularną muzyką współczesną. Współpracował z Radiem Bis, w latach 90. prowadził w Rozgłośni Harcerskiej audycję ProgGram, poświęconą rockowi progresywnemu, a do 2017 współprowadził (z Jackiem Hawrylukiem) audycję HCH w radiowej Trójce. Obecnie można go usłyszeć w Drugim Programie Polskiego Radia w audycji Nokturn i cyklu językowych felietonów Nowa Mowa. Jest kierownikiem działu kulturalnego tygodnika „Polityka” oraz, od 1 kwietnia 2024, zastępcą redaktora naczelnego. Od 2010 prowadzi na portalu tygodnika poświęcony muzyce blog Polifonia. Tłumaczy książki z języka angielskiego i francuskiego, m.in. Joe Haldemana i Enki Bilala.
10 listopada 2008 uhonorowany został tytułem Młodego Ambasadora Polszczyzny przez Radę Języka Polskiego PAN i Senat RP.

## Publikacje
- Wypasiony słownik najmłodszej polszczyzny, Kraków: Znak, 2003, ISBN 83-240-0369-X.
- Wyczesany słownik najmłodszej polszczyzny, Kraków: Znak, 2005, ISBN 83-240-0544-7.
- Warszawa – w poszukiwaniu centrum, Kraków: Znak, 2005, ISBN 83-240-0590-0 (jako współautor).
- Totalny słownik najmłodszej polszczyzny, Kraków: Znak, 2007, ISBN 978-83-240-0886-5.
- Wyż nisz. Od alterglobalistów do zośkarzy. 55 małych kultur, Kraków: Znak, 2010, ISBN 978-83-240-1410-1.

Tłumaczenia
- Joe Haldeman, Wieczna wolność. 1, Inna wojna, Bartek Chaciński (tłum.), Warszawa: Wydawnictwo Egmont Polska Sp. z o. o, 2003, ISBN 83-237-9659-9, OCLC 852991824. Brak numerów stron w książce
- Joe Haldeman, Wieczna wolność. 2, Eksodus, Bartek Chaciński (tłum.), Warszawa: Wydawnictwo Egmont Polska Sp. z o. o, 2003, ISBN 83-237-9691-2, OCLC 852991849. Brak numerów stron w książce
- Joe Haldeman, Wieczna wolność. 3, Objawienie, Bartek Chaciński (tłum.), Warszawa: Wydawnictwo Egmont Polska Sp. z o. o, 2004, ISBN 83-237-9113-9, OCLC 852991854. Brak numerów stron w książce
- Alfonso Azpiri, Lewiatan, Bartek Chaciński (tłum.), Warszawa: Egmont Polska, 2003, ISBN 83-237-9641-6, OCLC 1186901460. Brak numerów stron w książce
- Alfonso Azpiri, Arka, Bartek Chaciński (tłum.), Warszawa: Egmont Polska, 2003, ISBN 83-237-9620-3, OCLC 1187024921. Brak numerów stron w książce
- Joe Haldeman, Wieczna wolność, Bartek Chaciński (tłum.), Warszawa: Egmont Polska, 2016, ISBN 978-83-281-1846-1, OCLC 971408547. Brak numerów stron w książce
- Enki Bilal, Legendy naszych czasów : 1975-1977, Bartek Chaciński (tłum.), Warszawa: Egmont Polska, [cop. 2017], ISBN 978-83-281-2702-9, OCLC 1010868779. Brak numerów stron w książce
- Enki Bilal, Fins de siècle, Bartek Chaciński (tłum.), Warszawa: Wydawnictwo Egmont Polska Sp. z o.o, 2021, ISBN 978-83-281-6038-5, OCLC 1261372524. Brak numerów stron w książce